# معبد النار كركوية
معبد النار كركوية (بالفارسية: آتشکده کرکویه) هو معبد نار تاريخي يعود إلى عصر الساسانيين، ويقع في مقاطعة هيرمند‌.